# Крекінг-установка в Ангарську
Крекінг-установка в Ангарську — виробництво нафтохімічної промисловості в Іркутській області Росії.
Розвиток нафтохімічного майданчика в місті Ангарськ почався в 1968 році із виробництва полістиролу на привозній сировині. Надалі тут послідовно запустили ряд установок з метою створення власної сировинної бази. Так, у 1974 році відкрилось виробництво мономеру — стиролу, котре відбувається шляхом дегідрування етилбензолу. У 1976—1977 роках ввели в експлуатацію установку парового крекінгу (піролізу) ЭП-60, яка продукувала етилен, а також обладнання для перетворення останнього на етилбензол через алкілювання бензолу (при цьому частину етилену споживала запущена в 1978-му лінія полімеризації у поліетилен). Нарешті, з 1982-го почала роботу призначена для виробництва бензолу установка каталітичного риформінгу Піротол.
Так само 1982 року запустили найбільший об'єкт ангарського майданчика — типову для пізнього періоду розвитку радянської нафтохімічної промисловості піролізну установку ЭП-300 з проєктною річною потужністю по етилену 300 тис. тонн. Це дало змогу розпочати постачання цього олефіну на заводи з виробництва полівінілхлориду у Саянську та Усольї-Сибірському, для чого проклали етиленопровід Ангарськ — Зима.
У якості сировини передусім використовується газовий бензин (naphta), який отримують з Ангарського нафтопереробного заводу (як і піролізне виробництво належить компанії «Роснефть»). Крім того, можливе використання певного об'єму зріджених вуглеводневих газів, так, у 2016-му ввели в експлуатацію залізничну естакаду для їх розвантаження потужністю 300 тис. тонн на рік. Утім, навіть при її повному завантаженні головною сировиною повинен залишатись бензин: у 2008—2015 роках зафіксована переробка від 644 до 705 тисяч тонн сировини. При цьому піролізна установка ЭП-300 діяла зі суттєво зниженою проти проєктної потужністю — близько 200 тисяч тонн етилену та 100 тис. тонн пропілену на рік, тоді як старішу ЭП-60 взагалі вивели з експлуатації. Також на підприємстві виробляли близько 60 тисяч тонн бензолу.
Серед інших продуктів можливо назвати бутилен-бутадієнову фракцію, фракцію рідких продуктів піролізу С9 (використовується заводами, що виробляють лакофарбові матеріали), важку піролізну смолу, а також дициклопентадієн.
Лінії полімеризації мають потужність у 15 тисяч тонн полістиролу та 77 тисяч тонн поліетилену на рік.
Можливо відзначити, що у 2016 році виникла суперечка щодо цін на етилен між власником виробництва в Ангарську та головним споживачем цієї сировини Саянськхімпластом, яка в майбутньому могла призвести до зменшення або припинення поставок у цьому напрямку.